# فرودگاه چالکییتسیک
فرودگاه چالکییتسیک (به انگلیسی: Chalkyitsik Airport) یک فرودگاه همگانی بهره‌برداری هوایی با کد یاتا CIK است که یک باند فرود شن دارد و طول باند آن ۱۲۱۹ متر است. این فرودگاه در کشور ایالات متحده آمریکا قرار دارد و در ارتفاع ۱۶۶ متری از سطح دریا واقع شده‌است.